# Hartmut Bräuer
Hartmut Bräuer (* 21. März 1947 in Hohenlockstedt) ist ein ehemaliger deutscher Langstreckenläufer.
1973 wurde er über 3000 m Deutscher Vizemeister in der Halle und wurde Siebter bei den Leichtathletik-Halleneuropameisterschaften in Rotterdam. Insgesamt trat er von 1971 bis 1973 viermal im Nationaltrikot an.
Hartmut Bräuer startete für die LG Itzehoe.

## Persönliche Bestzeiten
- 3000 m: 8:02,4 min, 24. Juni 1973, Aarhus
  - Halle: 7:54,6 min, 24. Februar 1973, Berlin (schleswig-holsteinischer Rekord)
- 10.000 m: 29:17,2 min, 30. April 1975, Hamburg